# Synsphyronus heptatrichus
Synsphyronus heptatrichus är en spindeldjursart som beskrevs av Harvey 1987. Synsphyronus heptatrichus ingår i släktet Synsphyronus och familjen gammelekklokrypare. Inga underarter finns listade i Catalogue of Life.